# La espera en el tiempo
La espera en el tiempo es un monumento escultórico ubicado en la comuna de Maule, de la ciudad chilena de Talca, dedicado a la memoria de las víctimas de la dictadura militar de Augusto Pinochet.
La obra fue patrocinada por la Agrupación de Familiares de Detenidos-Desaparecidos y Ejecutados Políticos y financiada por medio del Programa de Derechos Humanos del Ministerio del Interior y Seguridad Pública. Inaugurada en la Alameda de Talca, entre el 4 y 5 Poniente, el 27 de junio de 2014, en un acto institucional con familiares de represaliados y autoridades regionales y estatales, es obra de la artista Graciela Albridi.
En la placa de la escultura se ha grabado el siguiente texto:

El alma congeló una lágrima ante la ausencia, ni cansancio, ni impunidad, ni olvido.

Un tiempo de ignominia y crímenes, un dolor que no perdona el tiempo.

La mirada en los sagrados derechos del hombre, jamás aceptará la falsa paz sin justicia.

Desde su inauguración, el memorial ha sido constantemente víctima de antisociales y partidarios de extrema derecha.